# Рогози (Бистрицьке лісництво, квартали 68, 69)
Рого́зи — заповідне урочище в Україні. Розташоване на території Надвінянського району Івано-Франківської області, на захід від села Бистриця.
Площа — 43,8 га, статус отриманий у 1988 році. Перебуває у віданні ДП «Надвірнянський лісгосп» (Бистрицьке лісництво, квартал 68, виділи 12, 13; квартал 69, виділ 3).